# Zeitschrift für Psychosomatische Medizin und Psychotherapie
Die Zeitschrift für Psychosomatische Medizin und Psychotherapie ist eine deutsche medizinische Fachzeitschrift. Sie ist das Organ der Deutschen Gesellschaft für Psychosomatische Medizin und ärztliche Psychotherapie (DGPM).
Herausgegeben wird die Zeitschrift aktuell von Manfred E. Beutel, Stephan Doering, Harald Gündel, Peter Henningsen, Stephan Herpertz, Christoph Herrmann-Lingen, Gereon Heuft, Peter Joraschky, Johannes Kruse, Gerhard Schüßler, Wolfgang Tress und Michael Zaudig.
Sie versteht sich als Diskussionsforum für den interdisziplinären Erfahrungsaustausch mit dem Ziel, die wissenschaftlichen Einsichten über das Zusammenwirken von psychischen und somatischen Faktoren im Krankheitsgeschehen zu fördern, psychoanalytisches Wissen zu vertiefen und zur Erschließung neuer therapeutischer Möglichkeiten beizutragen.
2012 lag der Impact Factor der Zeitschrift für Psychosomatische Medizin und Psychotherapie bei 0,981. Die Zeitschrift belegte in der Statistik des Social Science Citation Index Rang 1 von 15 betrachteten Journals in der Kategorie „psychoanalytische Psychologie“, Platz 60 von 126 Zeitschriften in der Kategorie „multidisziplinäre Psychologie“ und Rang 77 von 114 im Bereich „klinische Psychologie“.
2013 hingegen wurde die Zeitschrift aus der Bewertung für den Impact Factor herausgenommen. „Eigenzitierungen und Querzitierungen werden … ggf.,bestraft‘“ (Brähler & Strauß, 2014).

## Geschichte
Die Zeitschrift erschien ab 1954 unter folgenden Titeln:
- 1954 bis 1966: Zeitschrift für Psychosomatische Medizin
- 1967 bis 1998: Zeitschrift für Psychosomatische Medizin und Psychoanalyse
- seit 1999: Zeitschrift für Psychosomatische Medizin und Psychotherapie